# Manfreda guerrerensis
Manfreda guerrerensis là một loài thực vật có hoa trong họ Măng tây. Loài này được Matuda mô tả khoa học đầu tiên năm 1975.